# 왕흥장악로
왕흥장악로(Wangheungjangak-ro)는 충청남도 공주시 계룡면 중장삼거리 에서 반포면를 잇는 도로이다

## 주요 경유지
충청남도
- 공주시 (계룡면 . 반포면)

## 노선
| 이름       | 접속 노선 | 소재지 | 소재지 | 비고      |
| ---------- | --------- | ------ | ------ | --------- |
| 중장삼거리 | 갑사로    | 공주시 | 계룡면 |           |
| 중장교     |           | 공주시 | 계룡면 |           |
| 내흥교     |           | 공주시 | 계룡면 |           |
| 갑사터널   |           | 공주시 | 계룡면 | 연장 499m |
| 갑사터널   | 반포면    | 공주시 |        |           |
| (이름없음) | 창벽로    | 공주시 |        |           |